# صخر بسيسو
أحمد صخر خلوصي بسيسو ويُعرف باسم صخر بسيسو (وُلد في عام 1944 في بئر السبع – ) مهندس وسياسي فلسطيني، وهو عضو في المجلس الوطني الفلسطيني والمركزي الفلسطيني وحركة فتح ومجلسها الثوري.

## الحياة العملية
- رئيس الاتحاد العام لطلبة فلسطين–فرع أسيوط، عام 1965.[1]
- رئيس الاتحاد العام لطلبة فلسطين–فرع الإسكندرية، عام 1968.[1]
- مَثَل منظمة التحرير الفلسطينية لدى المجر في الفترة 1982–1985.[1]
- في 13 أغسطس 1996، عُين محافظًا لمحافظة خان يونس واستمر بالمنصب حتى عام 2001.[2]
- في 26 أكتوبر 1999، عُين عضوًا في مجلس أمناء جامعة الأزهر في غزة.[3]
- في 1 يوليو 2001، عُين محافظًا لمحافظة شمال غزة.[4] واستمر حتى فبراير 2005.
- في 24 فبراير 2005، عُين وزيرًا للشباب والرياضة ضمن حكومة أحمد قريع الثالثة واستمر بالمنصب حتى 27 مارس 2006.[5]
- كان عضوًا في المجلس المركزي الفلسطيني بين عامي 2009 حتى 2015.[6][7]